# أبو المنتصر محمد بن محمد
أبو المنتصر محمد بن محمد كان أمير مدرار في سجلماسة.
كان ابن محمد بن سرو المعتز، الذي خلفه بعد وفاته سنة 933/934م. وكان مثل والده مؤيدًا للفاطميين.
حكم تحت حماية الفاطميين وتوفي سنة 942/943م. وخلفه ابنه المنتصر سمجو بن محمد.